# Hungria Hip Hop no Estúdio Showlivre
Hungria Hip Hop no Estúdio Showlivre é um álbum ao vivo do rapper brasileiro Hungria Hip Hop. A apresentação foi gravada em 13 de outubro de 2016 no estúdio da Showlivre em Alto de Pinheiros, São Paulo, sendo a segunda vez que o artista se apresenta no estúdio após dois anos. O álbum foi lançado em 28 de outubro de 2016, pela Best Produções sob licença exclusiva de Showlivre, através da ONErpm.

## Faixas
| N.º | Título            | Compositor(es)  | Duração |  |
| 1.  | "Lembranças"      | Hungria Hip Hop | 3:49    |  |
| 2.  | "Astronauta"      | Hungria Hip Hop | 4:05    |  |
| 3.  | "Meu Carona"      | Hungria Hip Hop | 3:37    |  |
| 4.  | "Dubai"           | Hungria Hip Hop | 4:14    |  |
| 5.  | "Não Tenho Freio" | Hungria Hip Hop | 3:19    |  |
| 6.  | "Sai do Meu Pé"   | Hungria Hip Hop | 3:30    |  |
| 7.  | "O Playboy Rodou" | Hungria Hip Hop | 4:03    |  |
| 8.  | "Detalhes"        | Hungria Hip Hop | 4:28    |  |
| 9.  | "Carruagem"       | Hungria Hip Hop | 3:51    |  |
| 10. | "Cama de Casal"   | Hungria Hip Hop | 4:35    |  |

## Desempenho nas tabelas musicais

### Paradas semanais
| Paradas (2015)                    | Melhor posição |
| --------------------------------- | -------------- |
| Brasil (iTunes Chart Performance) | 47             |

## Histórico de lançamento
| País  | Data                 | Formato(s)                 | Gravadora | Ref.  |
| ----- | -------------------- | -------------------------- | --------- | ----- |
| Mundo | 28 de agosto de 2016 | Download digital streaming | Showlivre | [ 1 ] |